# Yorman Saavedra
Yorman Saavedra (Cali, Valle del Cauca, Colombia; 13 de mayo de 1993) es un futbolista colombiano. Juega de delantero.

## Clubes
| Club            | País     | Año  |
| --------------- | -------- | ---- |
| América de Cali | Colombia | 2013 |
| Expreso Rojo    | Colombia | 2014 |
| Orsomarso       | Colombia | 2018 |